# Cosmopterix trifasciella
Cosmopterix trifasciella là một loài bướm đêm thuộc họ Cosmopterigidae. Loài này có ở Ecuador.
Con trưởng thành được ghi nhận vào tháng 6.